# Molnen (pjäs)

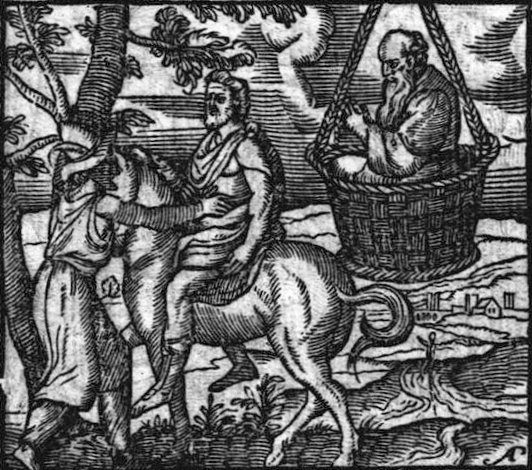
Strepsiades, Feidippides och Sokrates avbildade vid mitten av 1500-talet.

Molnen (klassisk grekiska: Νεφέλαι Nefelai) är en pjäs från år 423 f.Kr. av den grekiske författaren Aristofanes. Den handlar om bonden Strepsiades som för att lösa sina skuldproblem enrollerar sig själv och sin son Feidippides vid grubbelhuset, där Sokrates ska lära dem hur man vinner med orätta argument.
Pjäsen uruppfördes vid Dionysia år 423 f.Kr. där den kom på tredje och sista plats, efter tävlingsbidrag från Kratinos och Ameipsias. Originalversionen av Molnen har gått förlorad; den version som har överlevt är en revidering från 420–417 som eventuellt är inkomplett.
Sokrates försvarstal anger Molnen som en bidragande orsak till atenarnas fientlighet mot Sokrates.

## Svenska utgåvor
- Molnen: lustspel (översättning Johan Henrik Thomander, Georg Scheutz, 1826)
- Molnen: lustspel (översättning Alarik Hallström, Almqvist & Wiksell, 1883)